# Linea Arancione (metropolitana di Washington)
La linea Arancione (in inglese: Orange Line), indicata sulle mappe come linea OR, è una linea della metropolitana di Washington. Lunga 42,5 km, conta 26 stazioni, e serve, oltre al distretto di Columbia, la Virginia (contea di Fairfax e Arlington) e il Maryland (contea di Prince George).
È stata inaugurata il 20 novembre 1978 come terza linea del sistema metropolitano. Percorre la città da ovest (con capolinea alla stazione di Vienna, presso Oakton) ad est (a New Carrollton, con capolinea l'omonima stazione).
La linea arancione condivide il tratto urbano con la linea blu e la linea Argento; interseca con la linea rossa a Metro Center, e con le linee verde e gialla alla stazione di L'Enfant Plaza.

## Storia
Il servizio della linea arancione iniziò il 20 novembre 1978 sul tratto National Airport-New Carrollton, dividendo con la linea blu il tratto National Airport-Stadium-Armory; con il completamento del tratto tra Rosslyn e Ballston-MU, l'anno successivo, la linea abbandonò il tratto Rosslyn-National Airport. Infine, il piano originario della linea fu completato nel 1986 con l'apertura del tratto fino alla stazione di Vienna.
La linea arancione fu teatro del primo incidente mortale della metropolitana di Washington: il 13 gennaio 1982, un treno deragliò tra le stazioni Federal Triangle e Smithsonian, causando tre morti.

## Percorso e zone servite
Il capolinea occidentale della linea, Vienna, serve la città indipendente di Fairfax; da lì, il tracciato della linea segue, in superficie, la Interstate 66, servendo le città di Merrifield, Falls Church, Idlywood e Arlington per poi unirsi con la linea Argento alla stazione di East Falls Church e con la linea blu a Rosslyn. Le tre linee proseguono insieme all'interno del distretto di Columbia, servendo tra gli altri il campus della George Washington University (stazione Foggy Bottom-GWU) e il National Mall (stazioni Federal Triangle e Smithsonian), e scambiando con la linea rossa alla stazione Metro Center, e con le linee verde e gialla alla stazione di L'Enfant Plaza. Passato il fiume Anacostia, il tracciato piega verso nord, separandosi dalle altre due linee e servendo Landover e New Carrollton (dove è situato l'omonimo capolinea).
Il tracciato della linea è sotterraneo nella parte centrale (da poco prima di Ballston-MU a dopo Stadium-Armory), mentre è in superficie nella parte più occidentale e in quella più orientale.

## Stazioni
La linea gialla serve le seguenti stazioni, da ovest ad est:
| Stazione            | Località       | Apertura | Interscambi                                                           | Interscambi                                          |
| ------------------- | -------------- | -------- | --------------------------------------------------------------------- | ---------------------------------------------------- |
| Vienna              | Oakton         | 1986     |                                                                       |                                                      |
| Dunn Loring         | Merrifield     | 1986     |                                                                       |                                                      |
| West Falls Church   | Idlywood       | 1986     |                                                                       |                                                      |
| East Falls Church   | Arlington      | 1986     |                                                                       | Tratta in comune con la linea Argento                |
| Ballston-MU         | Arlington      | 1979     |                                                                       | Tratta in comune con la linea Argento                |
| Virginia Square-GMU | Arlington      | 1979     |                                                                       | Tratta in comune con la linea Argento                |
| Clarendon           | Arlington      | 1979     |                                                                       | Tratta in comune con la linea Argento                |
| Court House         | Arlington      | 1979     |                                                                       | Tratta in comune con la linea Argento                |
| Rosslyn             | Arlington      | 1977     |                                                                       | Tratta in comune con la linea Blu e la linea Argento |
| Foggy Bottom-GWU    | Washington     | 1977     |                                                                       | Tratta in comune con la linea Blu e la linea Argento |
| Farragut West       | Washington     | 1977     |                                                                       | Tratta in comune con la linea Blu e la linea Argento |
| McPherson Square    | Washington     | 1977     |                                                                       | Tratta in comune con la linea Blu e la linea Argento |
| Metro Center        | Washington     | 1977     | Linea rossa                                                           | Tratta in comune con la linea Blu e la linea Argento |
| Federal Triangle    | Washington     | 1977     |                                                                       | Tratta in comune con la linea Blu e la linea Argento |
| Smithsonian         | Washington     | 1977     |                                                                       | Tratta in comune con la linea Blu e la linea Argento |
| L'Enfant Plaza      | Washington     | 1977     | Linea gialla e linea verde Virginia Railway Express                   | Tratta in comune con la linea Blu e la linea Argento |
| Federal Center SW   | Washington     | 1977     |                                                                       | Tratta in comune con la linea Blu e la linea Argento |
| Capitol South       | Washington     | 1977     |                                                                       | Tratta in comune con la linea Blu e la linea Argento |
| Eastern Market      | Washington     | 1977     |                                                                       | Tratta in comune con la linea Blu e la linea Argento |
| Potomac Avenue      | Washington     | 1977     |                                                                       | Tratta in comune con la linea Blu e la linea Argento |
| Stadium-Armory      | Washington     | 1977     |                                                                       | Tratta in comune con la linea Blu e la linea Argento |
| Minnesota Avenue    | Washington     | 1978     |                                                                       |                                                      |
| Deanwood            | Washington     | 1978     |                                                                       |                                                      |
| Cheverly            | Cheverly       | 1978     |                                                                       |                                                      |
| Landover            | Landover       | 1978     |                                                                       |                                                      |
| New Carrollton      | New Carrollton | 1978     | Maryland Area Regional Commuter (linea Penn) Amtrak Autobus Greyhound |                                                      |